# Frank Sesno

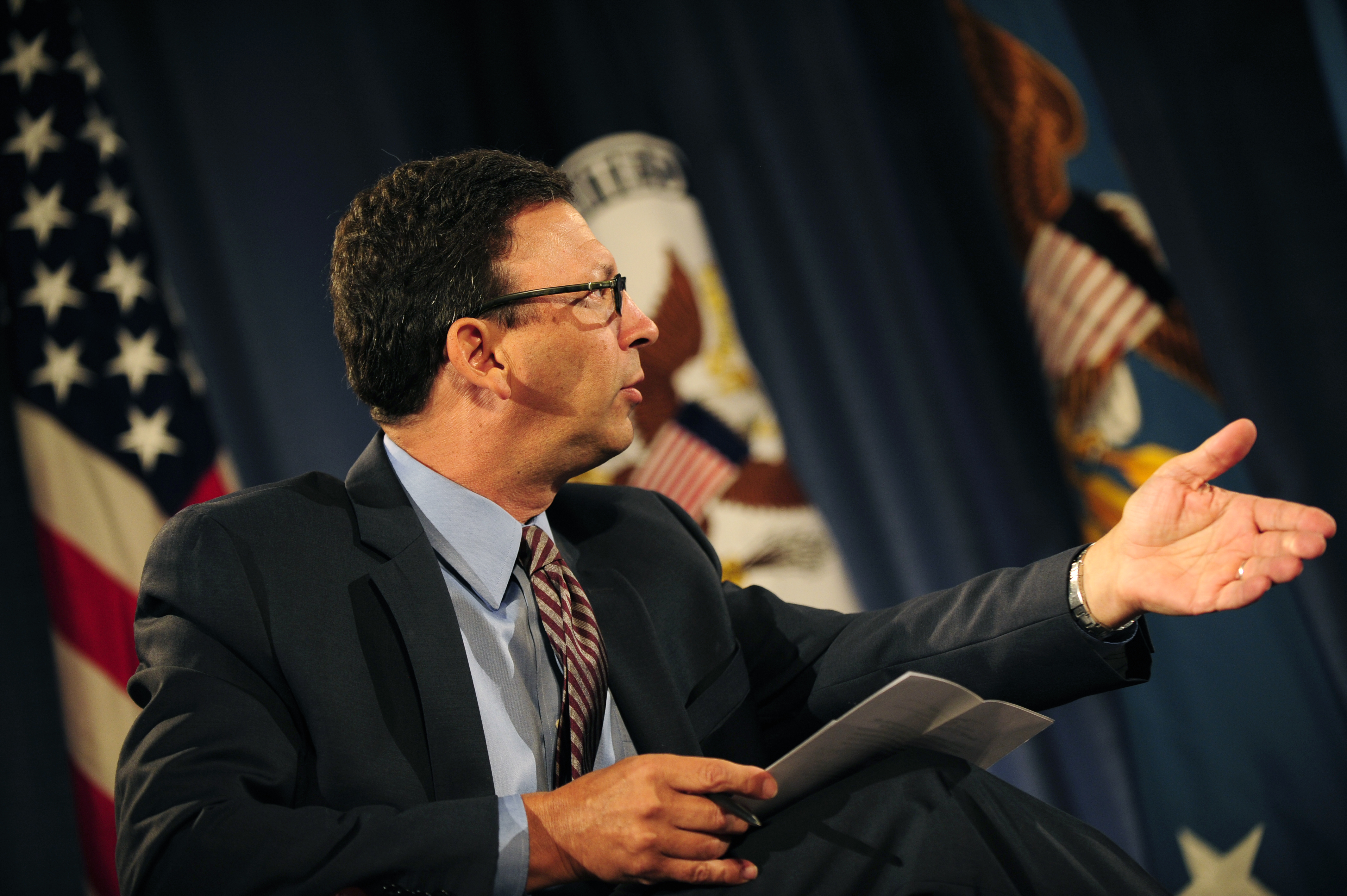
Frank Sesno

Frank Sesno war ein amerikanischer Journalist des US-Nachrichtensenders CNN und ist heute Professor für Media and Public Affairs and International Affairs und Director der School of Media and Public Affairs der GWU.
Sesno machte seinen Bachelor am Middlebury College in Vermont. Er arbeitete zunächst als Radio-Korrespondent im Weißen Haus und in London für Associated Press. 1984 kam er zu CNN und war über 21 Jahre Nachrichtenkorrespondent des Senders. Er gilt heute als "CNN-Veteran". Er lehrt heute an der George Washington Universität.
Seine Thesen zur Mediennutzung wurden im Zusammenhang zu den zunehmenden gefakten Bildern und Video in der weltweiten Medienlandschaft beachtet. Im Zusammenhang mit der Propaganda des Islamischen Staates sagte er 2015, dass es nun ein Problem sei, dass nunmehr jeder von irgendeiner Höhle aus eine Enthauptung in die ganze Welt senden könne. Er betont die Rolle der Medien als "Gatekeeper" und spricht sich für gute redaktionelle Arbeit aus.
Er arbeitet bis heute noch als Kommentator zum Beispiel für die Sendung CNN Newsroom. Er rief die Sendung "Planet Forward", ins Leben, eine crossmediale Web-to-television Show auf PBS. Er ist Executive von "Face the Facts USA".
Seine journalistische Arbeit wurde mehrfach ausgezeichnet: er gewann u. a. einen Emmy-Award. 